# Rahlir Hollis-Jefferson
Rahlir Hollis-Jefferson (Chester, Pensilvania, 26 de junio de 1991) es un baloncestista estadounidense que actualmente juega para el MVM-OSE Lions de la Nemzeti Bajnokság I/A de Hungría. Con 1,98 metros de estatura, juega en la posición de ala-pívot. Es el hermano mayor del también jugador profesional Rondae Hollis-Jefferson.

## Trayectoria deportiva

### Universidad
Jugó cuatro temporadas con los Owls de la Universidad de Temple, en las que promedió 6,9 puntos, 5,1 rebotes, 2,0 asistencias y 1,2 robos de balón por partido.

### Profesional
Tras no ser elegido en el Draft de la NBA de 2013, firmó su primer contrato profesional con el AB Contern de la Total League de Luxemburgo, donde jugó una temporada en la que promedió 15,2 puntos y 9,0 rebotes por partido.
En 2014 regresó a su país para jugar en los Delaware 87ers de la NBA D-League, donde completó una temporada saliendo desde el banquillo en la que promedió 5,2 puntos y 2,9 rebotes por partido.
El 13 de octubre de 2015 fichó por los Saint John Mill Rats de la NBL canadiense. Sin embargo, no llegó a disputar ni un partido. Poco después firmó con los también canadienses de los Orangeville A's, con los que completó una temporada en la que promedió 18,0 puntos, 7,3 rebotes y 4,6 asistencias por partido, siendo incluido en el mejor quinteto defensivo de la liga, y elegido además jugador defensivo del año.
En octubre de 2017 fue elegido por los Northern Arizona Suns en la dexta posición del Draft de la NBA Development League.
En agosto de 2018 fichó por el Kataja Basket de la liga de Finlandia.
En septiembre de 2023 se unió al MVM-OSE Lions de la Nemzeti Bajnokság I/A de Hungría.